# Gossau (Sankt Gallen)
Gossau (gsw. Goosse) – miasto i gmina w Szwajcarii, w kantonie St. Gallen, w okręgu St. Gallen.

## Historia
Pierwsza pisemna wzmianka o Gossau datuje się w roku 824 jako Cozesaua. Gossau to największa gmina w dolinie między doliną Glatt a rzeką Sitter i leży na skrzyżowaniu drogi kantonów St. Gallen-Zurych i Turgowia-Appenzell Ausserrhoden.

## Demografia
W Gossau mieszka 18 017 osób. W 2021 roku 21,2% populacji gminy stanowiły osoby urodzone poza Szwajcarią. 

## Transport
Przez teren miasta przebiegają autostrada A1 oraz drogi główne nr 7, nr 430 i nr 470.